# 金融風險管理
金融风险管理是指通过金融工具来規避金融风险（作業風險、信用風險以及市場風險）並避免公司出現巨額虧損。 金融風險管理還需要預先識別可能存在的風險，並且評估風險等級。